# Bessie's Dream
Bessie's Dream è un cortometraggio muto del 1912 diretto da Colin Campbell

## Produzione
Il film fu prodotto dalla Selig Polyscope Company.

## Distribuzione
Distribuito dalla General Film Company, il film - un cortometraggio di 195 metri - uscì nelle sale cinematografiche statunitensi il 19 aprile 1912. Nelle proiezioni, veniva programmato con il sistema dello split reel, accorpato in un'unica bobina con un altro cortometraggio prodotto dalla Selig, il documentario A Trip to Tahiti in the South Pacific.